# Haploembia solieri
La Haploembia solieri o embia de Solier és una espècie d'embiòpter, popularment coneguts com a insectes teixidors degut a la capacitat de teixir amb seda l'interior de les seves galeries. Presenta una distribució mediterrània que formen part de la familia Oligotomidae, de la qual, només hi ha 2 generes (Haploembia i Oligotoma) i 4 espècies a europa (Haploembia palaui Stefani, 1955, Haploembia solieri Rambur, 1842, Oligotoma nigra Hagen, 1866 i Oligotoma saundersii Westwood, 1837). Aquesta família es caracteritza per tenir una distribució en regions càlides d'Àsia, Austràlia i del sud d'Europa, en regions mediterrànies. Presenten una mida petita, tegument fi i tou, i una coloració que varia de groguenca a marronosa.
Una espècie molt propera amb la que es pot confondre és Haploembia palaui, amb la que comparteix hàbitat i distribució.

## Origen dels Embiòpters
Els fòssils d’embiòpters més antics daten del Juràssic Mitjà (174,7±0,8 - 165,3±1,1 MA), aquests, difereixen morfològicament dels fòssils cretàcics i de les espècies actuals per caràcters que es consideraven rellevants en l’ordre. Primerament, es considerava que sorgien al Juràssic inferior, però els estudis filogenètics més recents assenyalen una divergència entre embiòpters i fasmidis al Juràssic Mitjà.

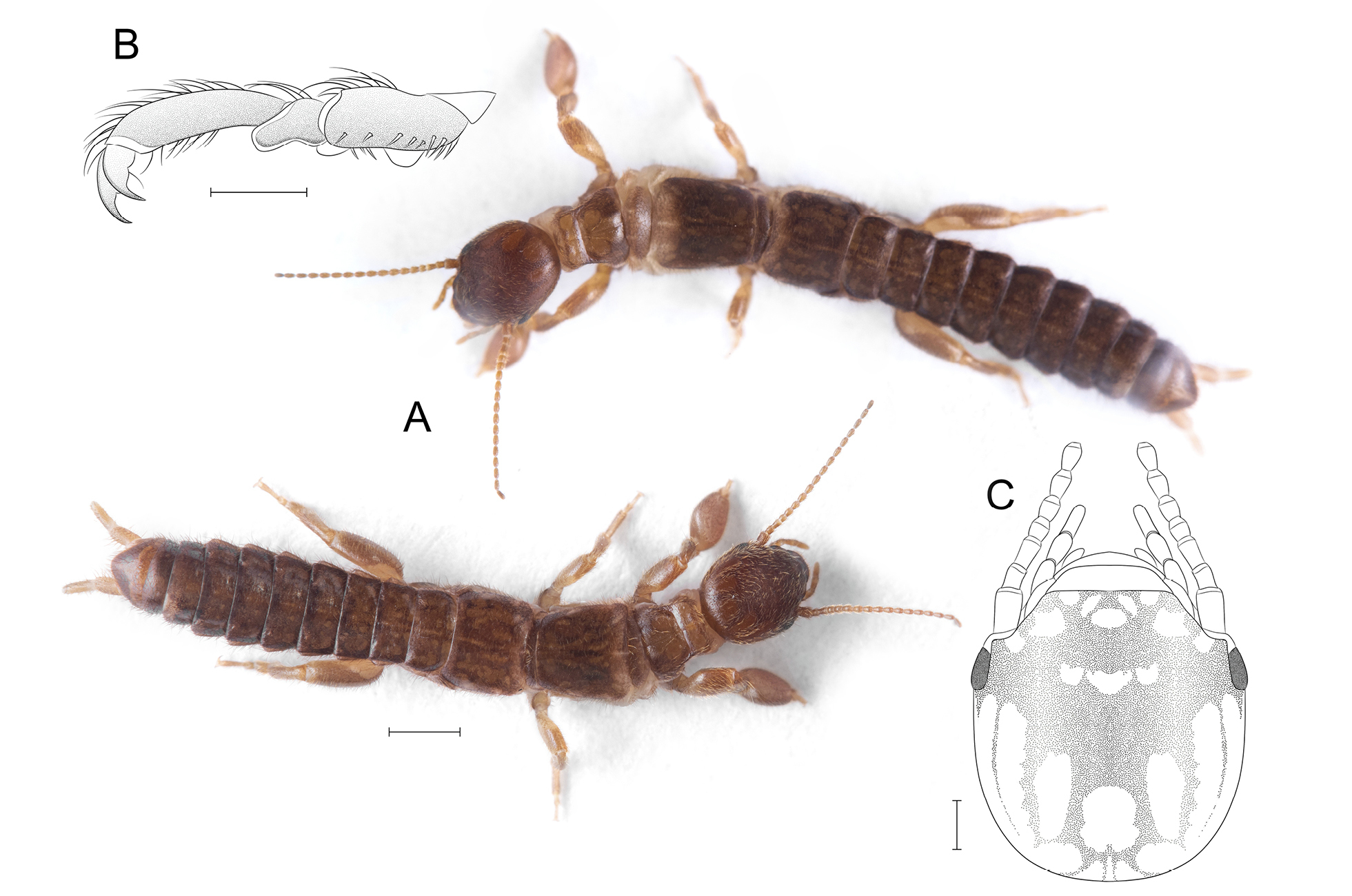
Haploembia solieri (Rambur, 1842), femella. A: exemplars vius de Shulaveri; B: basitars de la pota posterior, vista lateral; C: patró del cap i el protòrax, vista dorsal. Barres d'escala: 1 mm (A); 0,2 mm (B, C).

## Descripció morfològica
Els embiòpters presenten un cos dividit en tres tagmes: cap, tòrax i abdomen.
El cap, prògnat, mostra ulls compostos, antenes filiformes o moniliformes i una boca ortopteroide amb aparell bucal masticador també ortopteroide. Les mandíbules estan ben desenvolupades, mentre que les maxil·les presenten lacínies grans i molt esclerotitzades. Els palps maxil·lars consten de cinc artells, i els labials, de tres.
El tòrax allotja els tres parells de potes marxadores, cadascuna amb tres artells. Els fèmurs posteriors són engruixits, fet que els permet recular amb rapidesa dins de galeries. Els tars de les potes davanteres, modificats i també engruixits, contenen nombroses glàndules sericígenes, responsables de la producció de seda emprada en la construcció de les galeries. Els dos parells d’ales, exclusius dels mascles en la majoria d’espècies, són iguals en forma i mida, però es diferencien per la venació, que és escassa i caracteritzada per la presència d’una vena radial. Aquesta, gràcies al flux d’hemolimfa, permet l’enduriment de les ales. Quan l’insecte és en repòs, aquest flux es deté i les ales esdevenen més flexibles, descansant sobre l’abdomen.
L’abdomen és cilíndric i presenta deu terguits. El desè terguit és complet en nimfes i femelles, mentre que en els mascles es divideix en dues plaques asimètriques. Pel que fa als deu estèrnits, el desè també és asimètric en nimfes i femelles. L’últim terguit incorpora dos cercs asimètrics; les femelles no tenen ovipositor i els mascles presenten genitals asimètrics.
Tanmateix, les espècies del gènere Haploembia es poden distingir per la presència de dues papil·les basitarsals anteriors a les potes posteriors en tots els estadis de desenvolupament, així com per l’absència d’ales en els mascles.
La diferenciació entre Haploembia palaui i H. solieri es basa en la major mida i la coloració fosca més uniforme de H. palaui, en contrast amb H. solieri, que presenta el protòrax i les potes de color pàl·lid.

## Sistema reproductiu
La reproducció en Haploembia solieri antigament presentava dues formes clarament diferenciades dins l'espècie: una de sexual i una altra de partenogenètica (asexual), sovint referides com a "biotips". Aquest fenomen ha estat àmpliament documentat en poblacions mediterrànies i també en poblacions introduïdes, com les localitzades a Califòrnia, Estats Units, però actualment, segons els estudis moleculars, s'ha vist que el biotip partenogenètic pertany a una altra espècie, la Haploembia tarsalis.
Les dues espècies (sexual i partenogenètica) es troben a vegades en zones properes, però no es barregen genèticament. S'ha observat que els mascles sexuals no s'aparellen amb femelles partenogenètiques, i aquestes tampoc mostren gens d'interès per ells. En estudis de laboratori, més de 10.000 individus de poblacions partenogenètiques de Haploembia tarsalis no van mostrar mai mascles, i els intents d'encreuament amb mascles sexuals van fracassar completament, fet que demostra un aïllament reproductiu total de les dues espècies.

### Reproducció sexual
Les poblacions sexuals (H. solieri) consten de mascles i femelles que es reprodueixen mitjançant fecundació interna. Les femelles sexuals són lleugerament més petites (10–12 mm) i presenten una coloració més fosca (marró vermellosa), amb estructures morfològiques específiques com la hipofaringe amb unes estries característiques i espícules irregulars. Els ous tenen forma circular i l'opercle és gruixut i elevat. El cariotip de les femelles sexuals és de 22 cromosomes.
Els mascles d'aquesta forma són apterigots (sense ales) i moren poc després de l'aparellament, tenint només constància de cura parental per part de les femelles. Presenten una morfologia especialitzada en els òrgans genitals asimètrics, essencial per a la classificació taxonòmica d'aquests insectes.

### Desenvolupament
Els embiòpters són hemimetàbols, motiu pel qual fan la metamorfosis parcial, constituïda per 3 fases de desenvolupament des de la posta dels ous.
- La proninfa, fase de desenvolupament dins de l'ou i homòloga a la larva dels insectes holometàbols.
- La nimfa, fase del desenvolupament amb similitud estructural als adults, amb els quals, comparteix nínxol i es diferencien per la manca d'ales i d'òrgans reproductors madurs.
- L'adult, fase de desenvolupament en la qual l'organisme es troba plenament format, amb presència d'ales (en cas dels mascles d'embiòpters que no formen part del gènere Haploembia) i òrgans reproductors madurs, com els genitals asimètrics dels mascles.

## La seda d'Embiopters

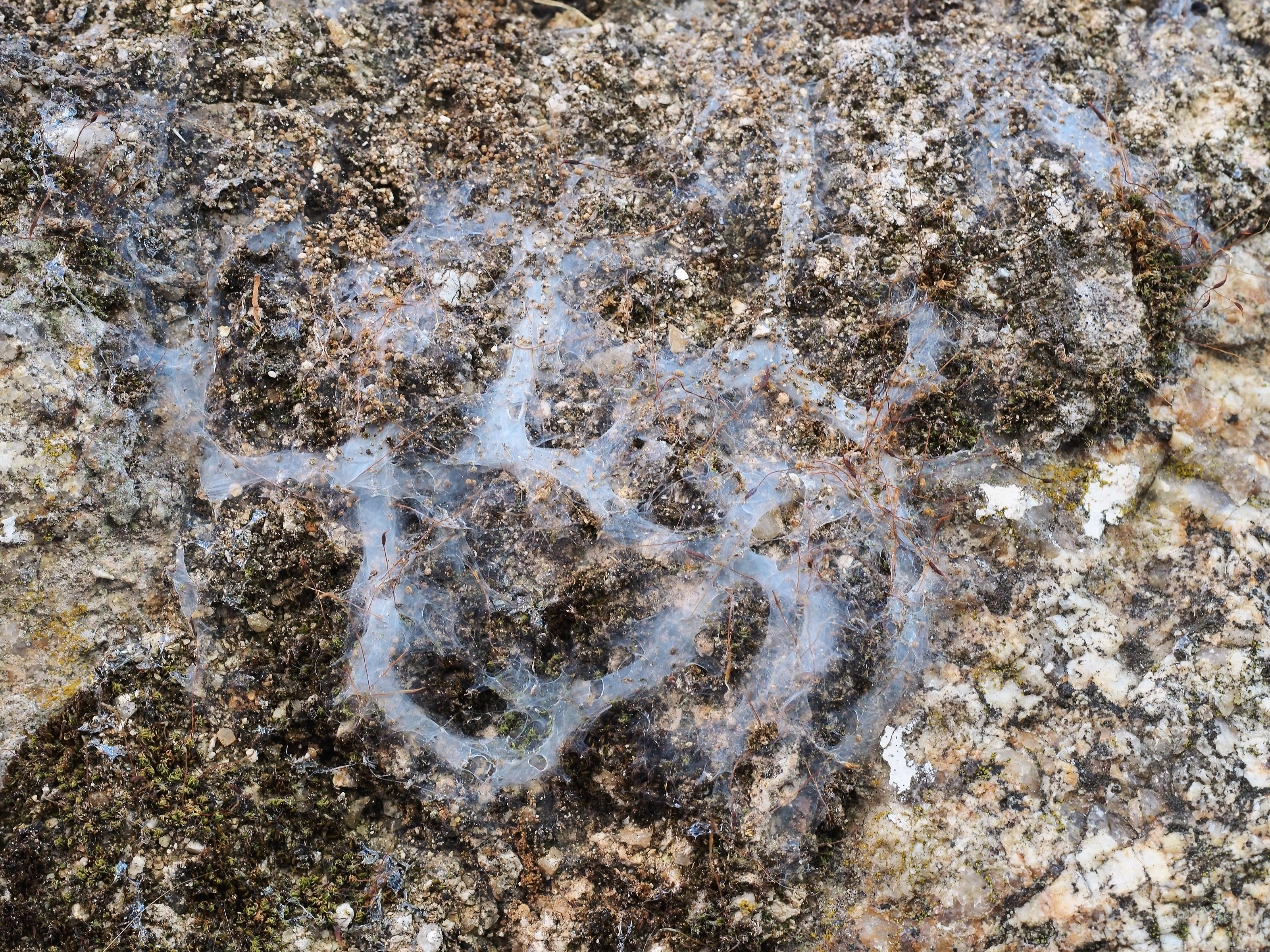
Galeries cobertes de seda d'embiòpters

Les sedes dels Embídids són fibres fines (420–594 nm) produïdes per glàndules situades als tarsos de les potes davanteres, un cas únic entre els artròpodes. S’utilitzen per construir galeries protectores on viuen les femelles i les seves cries, i mostren un alt grau de conservació en diàmetre i composició malgrat la diversitat del grup.
Mecànicament, les sedes embidòpteres tenen una resistència a la tracció moderada (129–169 MPa), inferior a la majoria de les aranyes (Argiope, fins a 1495 MPa) o els cucs de seda (Bombyx, ~500 MPa). Tanmateix, varien significativament en extensibilitat (7–36%), rigidesa i tenacitat. Aquestes diferències s’expliquen per la proporció d’estructures secundàries (làmines β, girs β, hèlixs α).
Entre les espècies estudiades d'embids, Haploembia destaca per tenir la proporció més alta de làmines β (63%) i la menor extensibilitat (~7%), cosa que indica una major rigidesa i una menor capacitat d’estirament. En canvi, espècies com Saussurembia sp. o Archembia sp. presenten més girs β i menys làmines β, fet que es tradueix en sedes més flexibles i extensibles .
En conjunt, la seda dels Embioptera es caracteritza per la seva uniformitat estructural i l’adaptació funcional com a material protector, tot i que això suposa un rendiment mecànic inferior en comparació amb altres sedes d’artròpodes, a causa del menor pes molecular i les diferències en la seqüència de les fibroïnes.

## Distribució i hàbitat

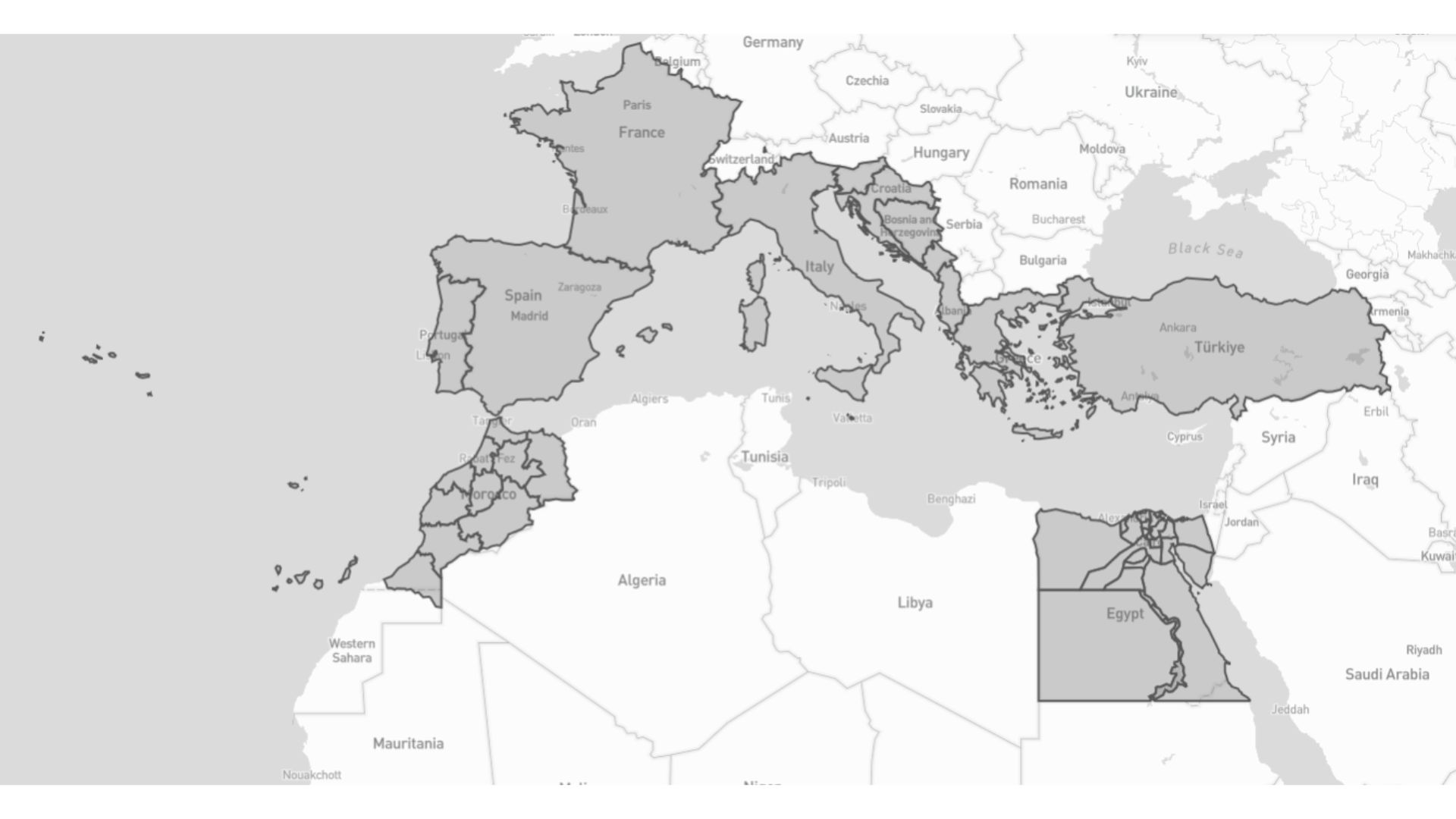
Distribució Haploembia solieri Europa

Es tracta d’una espècie mediterrània, present a bona part de la conca europea, incloent-hi la península Ibèrica, el sud de França, la península Itàlica i la majoria d’illes de la Mediterrània occidental i oriental. També es troba al litoral del Mar Negre, a Anatòlia i fins i tot a Egipte. Ha estat introduïda, amb èxit, a les illes Canàries, Madeira i al sud-oest dels Estats Units.
Al sud-est d’Europa és coneguda de tots els sectors costaners balcànics, des de Creta fins a la península d’Istria.
Prefereixen zones litorals, on aprofita la humitat ambiental i la presència de refugis de rocams escalfats pel sol, sobretot ambients interiors secs i calorosos a uns 50 km de la costa.
Els individus adults viuen en galeries de seda que ells mateixos construeixen. Mentre altres espècies d’embiòpters tenen comportaments socials com la cria conjunta i la compartició de seda, Haploembia solieri tendeix a ser antisocial (Arias 2024). Aquest comportament antisocial podria estar relacionat amb la presència d’un paràsit protozou (gregarina), Diplocystis clerci, que afecta greument els mascles de l’espècie, esterilitzant-los i a les femelles, reduint la seva supervivència. Això s’ha vist reflectit en conducte d’evitació en la convivència entre mascles i femelles.